# Ì
Ì (gemenform: ì) är den latinska bokstaven I med en grav accent över. Ì är en bokstav i de italienska, kymriska alfabetena, samt i pinyin.